# Пеллегрини, Доменико
Доме́нико Пеллегри́ни (итал. Domenico Pellegrini; 19 марта 1759[…], Галльера-Венета, Венеция — 4 марта 1840[…], Рим) — художник-портретист итальянского происхождения.

## Биография
Художник родился в Венецианской республике, в городе Галльера-Венета, неподалёку от Венеции, и обучался живописи у художника Людовико Галлины. По другой версии, его учителем был достаточно знаменитый художник из Рима, Доменико Корви. Закончив обучение, художник много путешествовал по Италии и в целом по Европе, создавая портреты, а иногда и исторические аллегории. Он работал в Риме и Милане, по некоторым данным, также в Венеции и Неаполе, однако наиболее известен своим пребыванием в Лондоне и Лиссабоне, где среди его заказчиков были известные личности, представители высшего света, монархи и религиозные деятели. Особенно известной работой Доменико Пеллегрини является портрет франко-португальского генерала Алорны с семьёй.
Пребывание Доменико Пеллегрини в Англии и Португалии пришлось, предположительно, на период между 1792 и 1812 годами, после чего он вернулся в Италию.
Художник дожил до глубокой старости и скончался в Риме.
Доменико Пеллегрини не следует путать с другим, более известным художником — Джованни Антонио Пеллегрини, работавшим в Лондоне почти на сто лет раньше, в начале XVIII века.

## Галерея

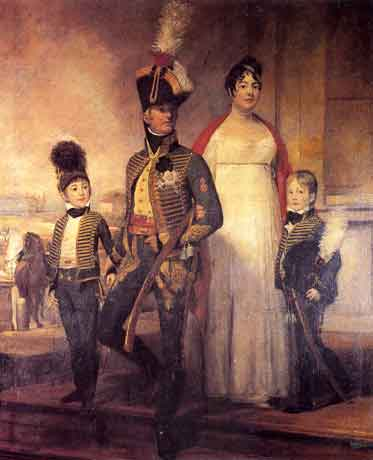
Генерал маркиз Алорна с женой и сыновьями. Португалия, 1805 год
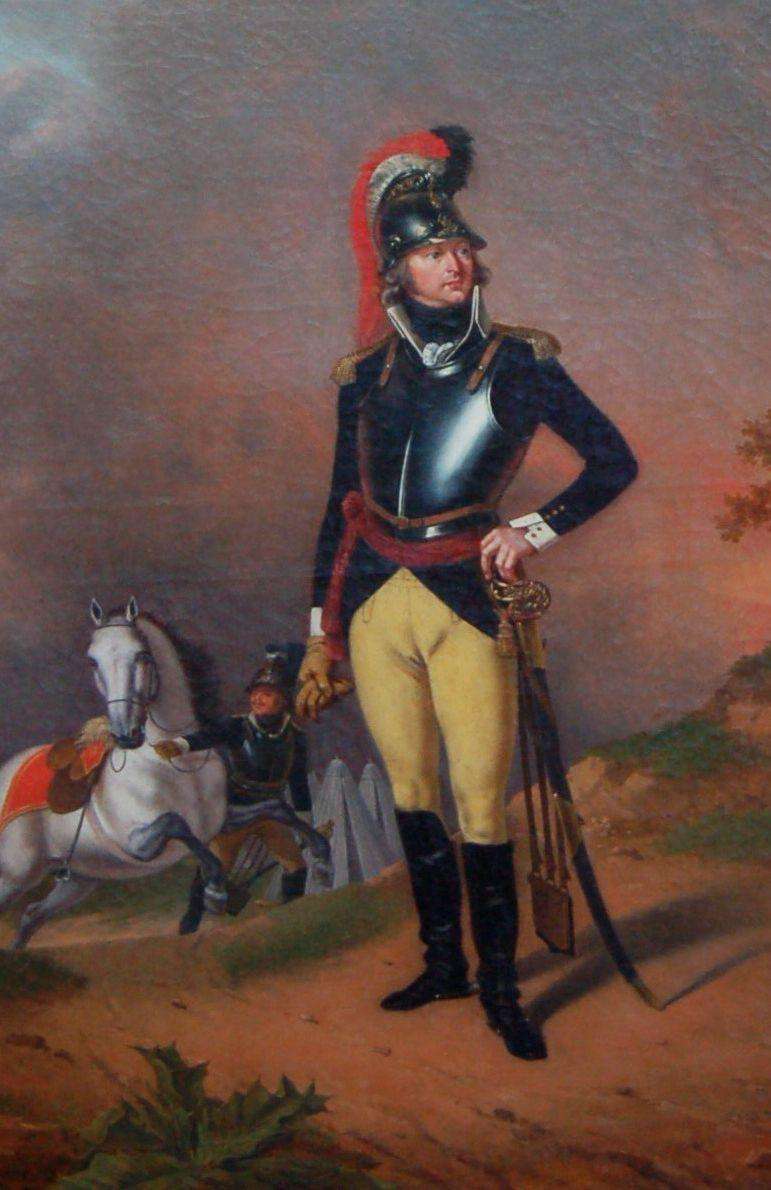
Маркиз Алорна в кавалерийском мундире, 1793. Картина приписывается Доменико Пеллегрини
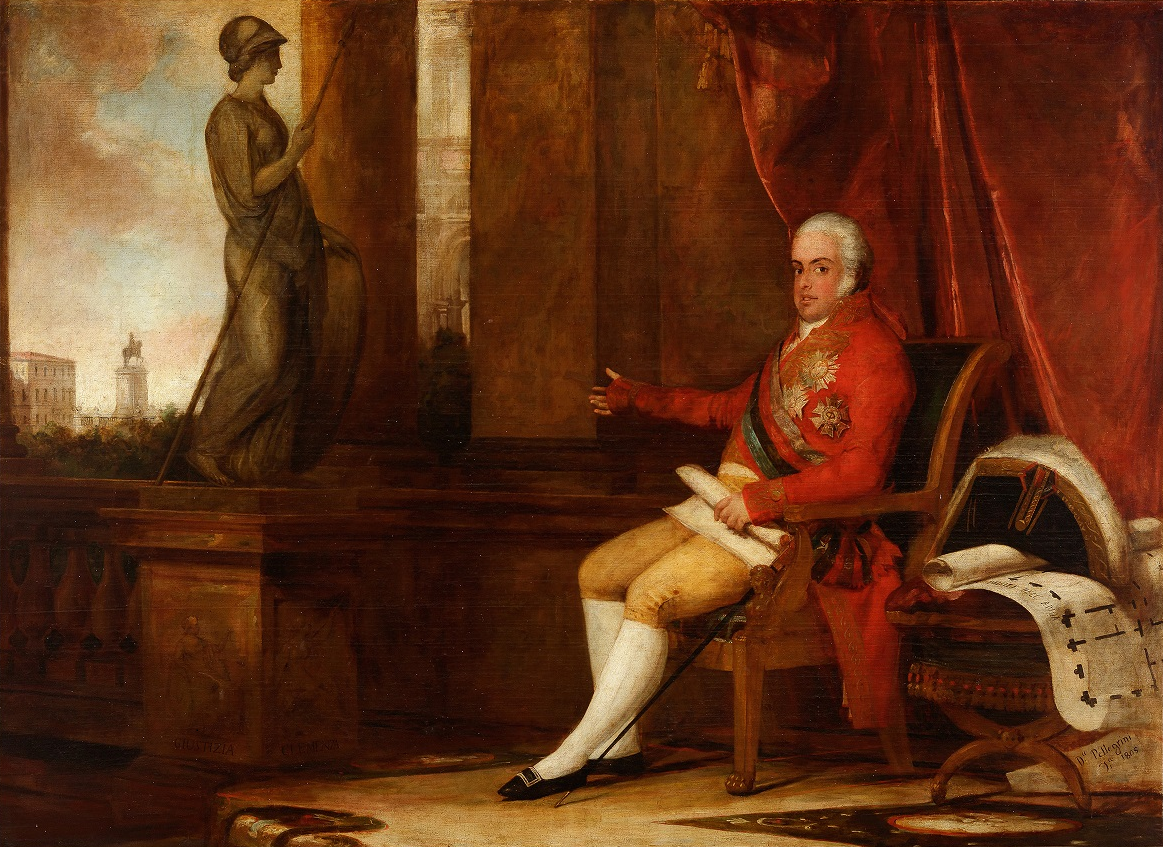
Портрет Жуана VI, принца-регента Португалии
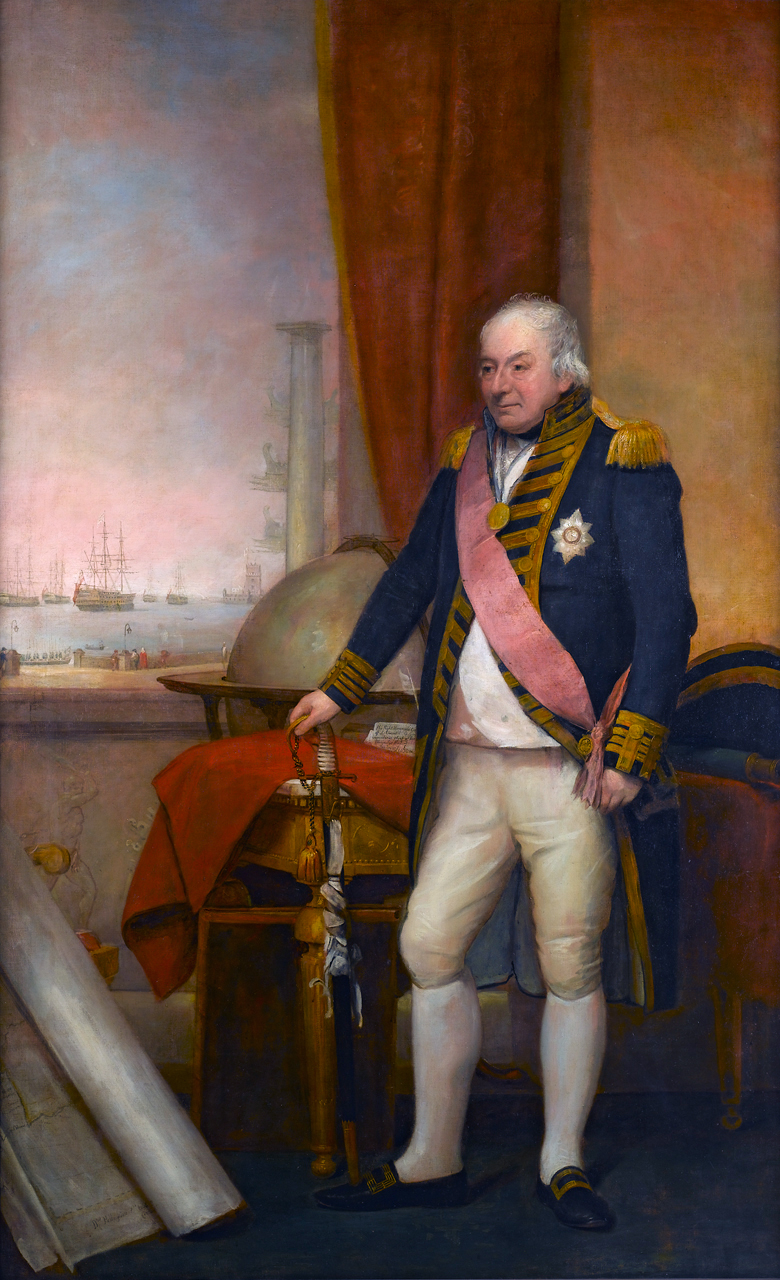
Адмирал Джон Джервис
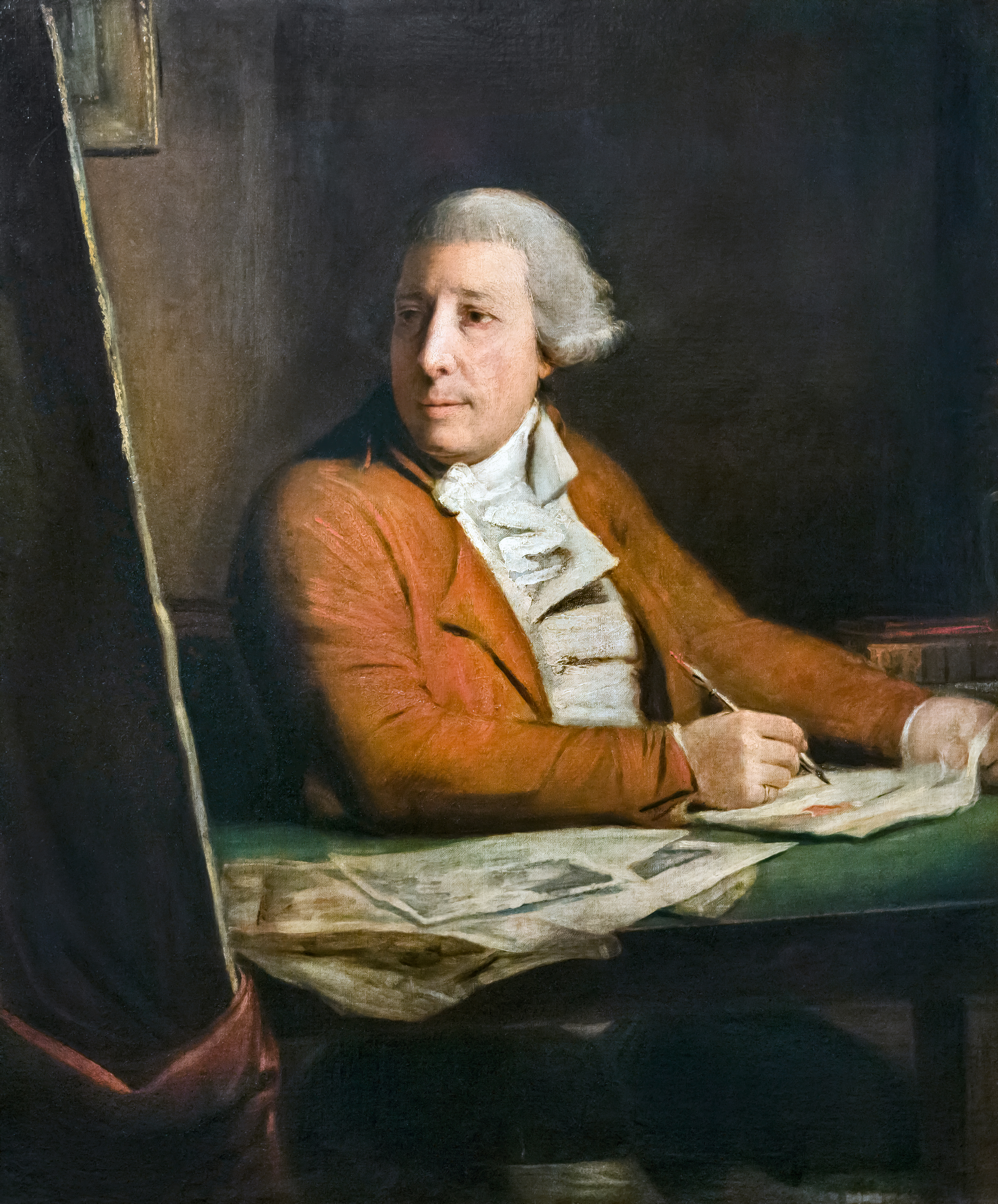
Портрет художника Франческо Бартолоцци
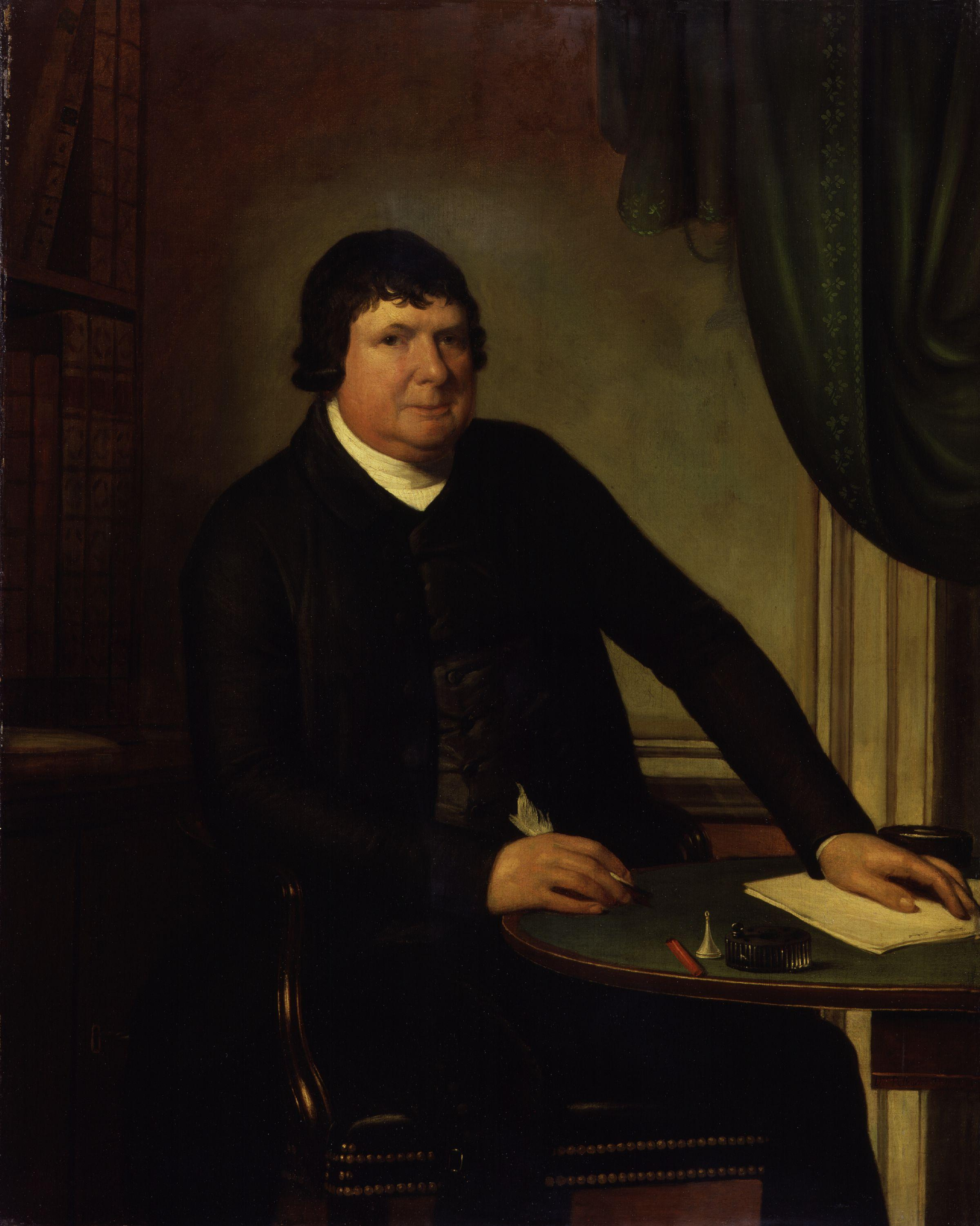
Портрет радикального британского проповедника Уильяма Хантингтона, 1803